# Lords of Summer
«Lords of Summer» és una cançó de la banda estatunidenca Metallica. Es va presentar el 19 de març de 2014 com a senzill digital i una edició limitada de 4.000 còpies en vinil pel Divendres negre, que contenia la versió d'estudi i una versió en directe de la cançó.
L'any 2016 van tornar a enregistrar la cançó en una nova versió que va ser inclosa en l'edició deluxe de l'àlbum d'estudi Hardwired... to Self-Destruct. Aquesta versió és un minut més curta i van millorar la seva producció. En el 17 de novembre de 2016 van publicar un videoclip musical en el lloc web oficial junt als videoclips de les dotze cançons de l'edició estàndard del disc.

## Llista de cançons
| 1. | «Lords of Summer» (garage demo version) | 8:20 |

| 1. | «Lords of Summer» (versió àlbum reenregistrada) | 7:10 |

| 1. | «Lords of Summer» (versió primer passi) | 8:21 |

| 1. | «Lords of Summer» (versió primer passi)                                                  | 8:21 |
| 2. | «Lords of Summer» (versió directe, 1 de juliol de 2014 al Rock in Rome Sonisphere, Roma) | 8:48 |